# Aranyani Chasma
L'Aranyani Chasma è una struttura geologica della superficie di Venere.